# Acheuléen
Das Acheuléen (Aussprache [aʃøleˈɛ̃ː], englisch Acheulean) ist eine archäologische Kultur der Altsteinzeit. Ein auffälliges Merkmal dieser Kultur sind große abgeflachte, ovale oder zugespitzte, stets beidseitig bearbeitete Faustkeile. Während das Altacheuléen dem Altpaläolithikum angehört, wird – je nach Bearbeiter – zum Teil bereits das Mittelacheuléen, einheitlich jedoch das Jungacheuléen durch das Vorhandensein der Levalloistechnik dem Mittelpaläolithikum zugeordnet.
Werkzeuge des Acheuléen treten in Afrika erstmals im Early Stone Age vor etwa 1,95 Millionen Jahren auf. Ihnen voran gingen Geröllgeräte des Oldowan als älteste Werkzeuge der Menschheit. Als Hersteller der Faustkeilkulturen kommen die gleichzeitig in Ostafrika existierenden Hominini-Arten Homo habilis, Homo rudolfensis und Homo ergaster bzw. Homo erectus in Frage. Faustkeile kommen im gesamten Afrika und in den meisten Regionen Eurasiens vor, wo sie jedoch erst deutlich später, vor etwa 600.000 Jahren häufiger nachgewiesen sind.
Neben Faustkeilen gibt es im Acheuléen weitere typische Steinwerkzeuge. In Afrika sind das große Hackmesser (Cleaver) und Abschläge, im europäischen Acheuléen vor allem Schaber und kleine Faustkeile, die auch Fäustel genannt werden.
Der Name leitet sich vom Stadtteil Saint-Acheul bei Amiens in Nordfrankreich ab, in dessen Nähe Faustkeile dieser Kultur gefunden wurden.

## Forschungsgeschichte

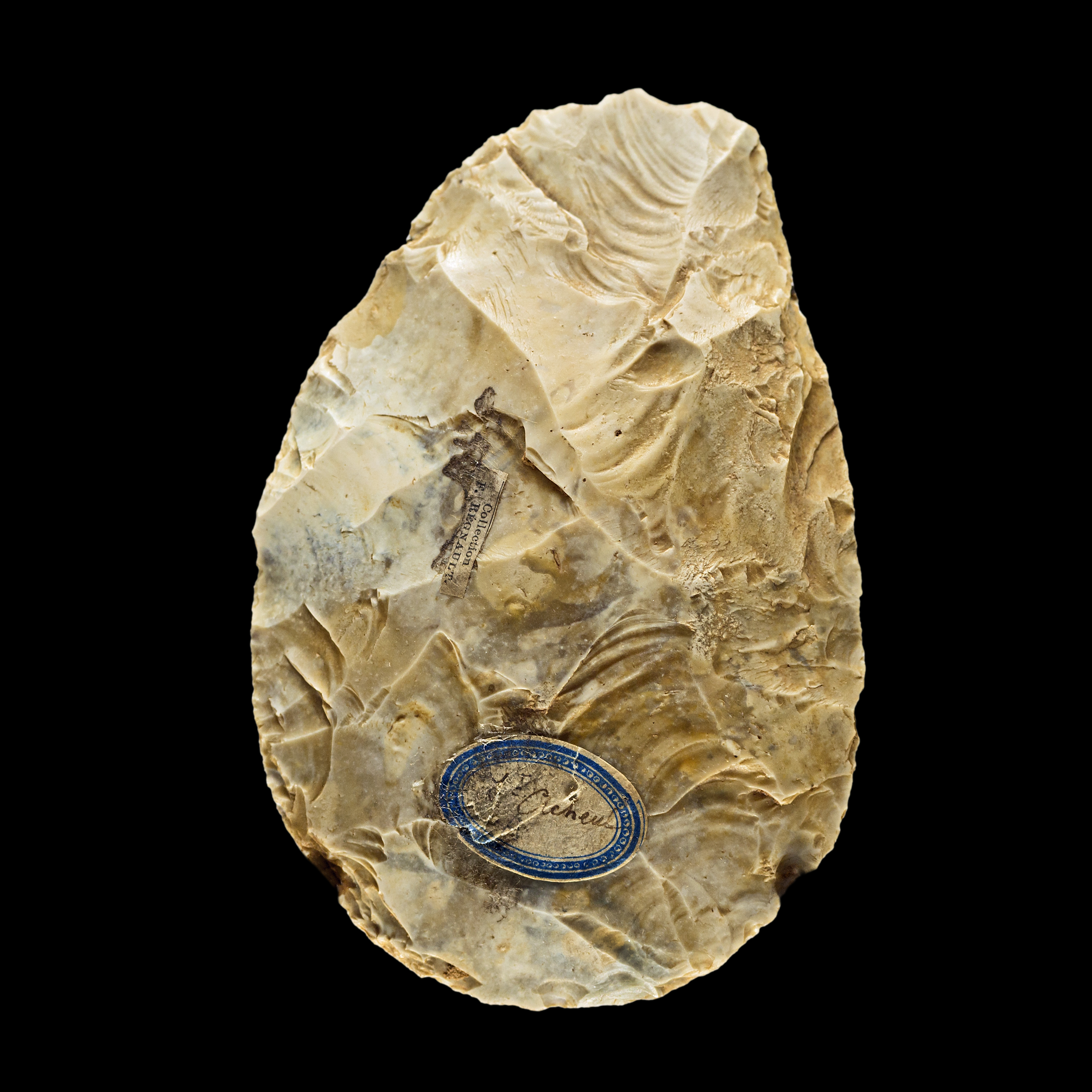
Faustkeil aus Saint-Acheul

Namengebend ist einer der frühesten Fundorte von Faustkeilen, Saint-Acheul, ein Vorort von Amiens. An dieser Stelle befindet sich heute der Archäologische Garten von Saint-Acheul. Die bis zu wahrscheinlich etwa 500.000 Jahre alten Fundschichten wurden 1838 von Jacques Boucher de Perthes entdeckt. Zuvor hatte bereits John Frere im Jahre 1797 einige Faustkeile vom Fundplatz Hoxne bei der Society of Antiquaries of London eingereicht, die jedoch von der Wissenschaft nicht akzeptiert wurden. Auch die Funde von Boucher de Perthes wurden zunächst abgelehnt, bis Jean Paul Rigollot in denselben Schichten weitere Faustkeile fand, deren Alter vom Geologen Joseph Prestwich bestätigt wurde.
Ab 1869 schuf Gabriel de Mortillet anhand von namengebenden Fundstellen in Frankreich eine Klassifizierung und Nomenklatur der Perioden des Paläolithikums unter Einbeziehung des Acheuléens. Das europäische Acheuléen (ab ca. 600.000 vor heute) wurde 1924 von Hugo Obermaier in Alt- und Jung-Acheuléen geteilt (Grenze bei ca. 300.000 vor heute). Klaus Günther führte 1964 zusätzlich das Spätacheuléen ein. Heute gilt eine – chronologisch nicht klar fassbare Unterteilung – in Alt-, Mittel- und Jung-Acheuléen.
Besonders das Ende des Acheuléens ist unklar umrissen, zum Beispiel im subsaharischen Afrika beim Sangoan. So zeigt sich, dass viele Inventare der von Gerhard Bosinski eingeführten „Lebenstedter Gruppe“ des Jungacheuléen heute in die mittlere Würm-Kaltzeit bzw. Weichsel-Kaltzeit (60.000 bis 50.000 vor heute) zu datieren sind und der eponyme Fundplatz von Salzgitter-Lebenstedt in das Micoquien zu stellen ist. Daneben bestehen während der frühen Weichsel-Kaltzeit unscharf definierte Grenzen zwischen Acheuléen und Moustérien de tradition Acheuléen (zum Beispiel Fundstelle Ochtmissen bei Lüneburg). Hauptcharakteristikum ist stets das Vorhandensein von Faustkeilen, verbunden mit einer großformatigen Abschlag-Industrie mit Schabern. Sowohl die evolutionistische Sichtweise eines primitiven Acheuléen (Abbevillien oder Protoacheuléen), als auch die Gegenüberstellung faustkeilfreier Inventare als Clactonien sind heute überholt. Obwohl ein genereller Entwicklungstrend zu regelmäßigen und dünneren Faustkeilen besteht, kommen diese vereinzelt schon vor mindestens 500.000 Jahren vor, zum Beispiel Boxgrove Quarry, England.

## Verbreitung

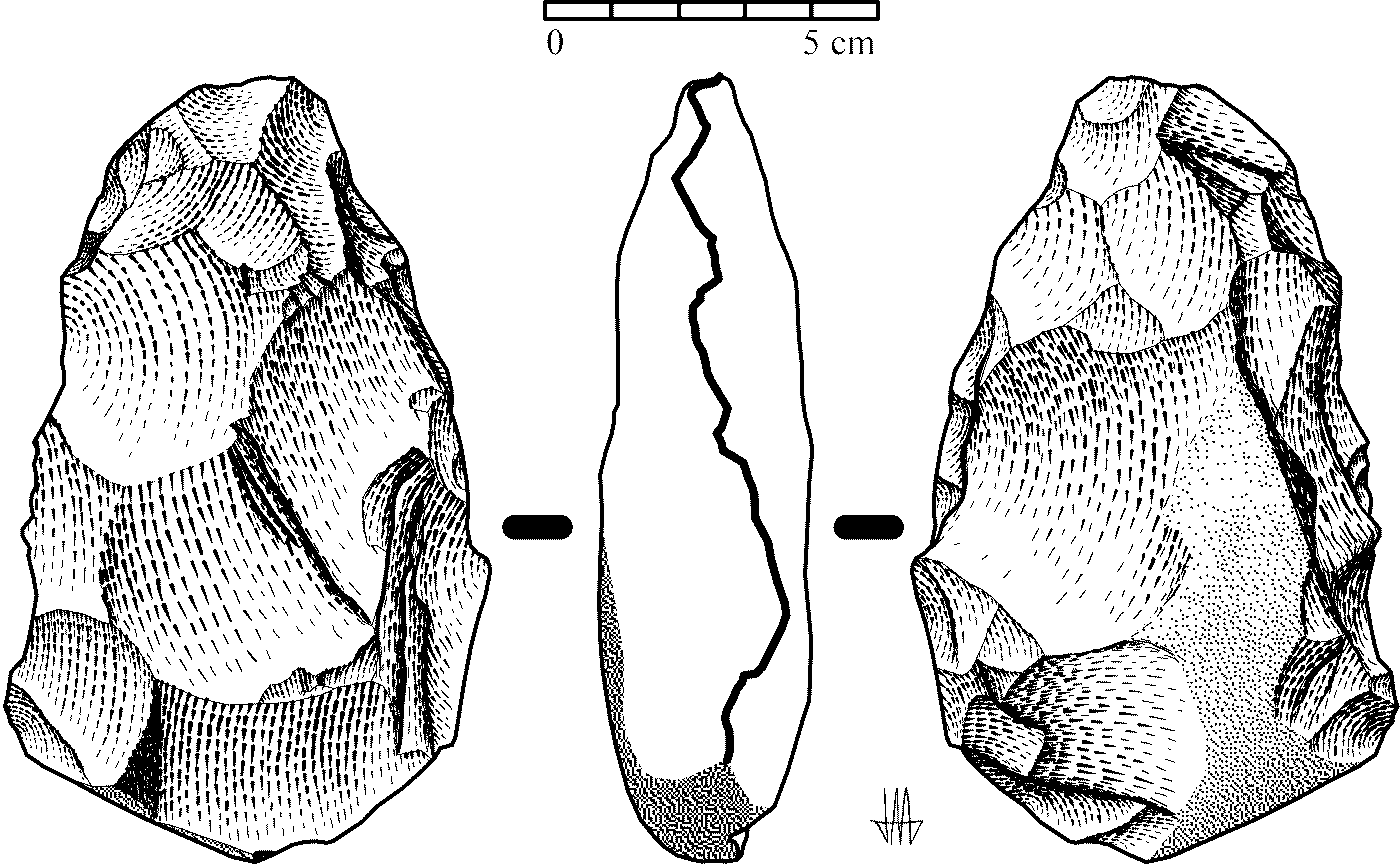
Typischer bifacialer (das heißt beidseitig bearbeiteter) Faustkeil des Acheuléen

Die geographische Verbreitung des Acheuléen ist in paläoklimatischen und ökologischen Faktoren begründet, wobei sowohl die Eiszeiten als auch die Desertifikation der Sahara eine Rolle gespielt haben. Werkzeuge des Acheuléen wurden auf dem gesamten afrikanischen Kontinent gefunden, bis hin zum Regenwald am Kongo. Die Verbreitung nach Norden erfolgte vermutlich über Kleinasien und die Arabische Halbinsel ins heutige Iran und Pakistan bis nach Indien und darüber hinaus. Die so genannte Movius-Linie, die die weiteste geographische Ausbreitung der Faustkeilkulturen in Asien anzeigen soll, gilt heute jedoch als veraltet, da Faustkeile auch in Südostasien gefunden wurden. Neue Funde aus Südchina (zum Beispiel Bose-Region) sowie von der philippinischen Insel Luzon zeigen die Verbreitung von Faustkeilen bis ins östliche Südostasien an und damit weit jenseits der Movius-Linie.
In Europa ist die Einführung von Faustkeilen im mediterranen Raum bereits vor etwa 900.000 Jahren belegt, nördlich der Alpen dagegen frühestens vor etwa 600.000 Jahren (Fundplatz Boxgrove Quarry).

## Acheuléen-Industrie

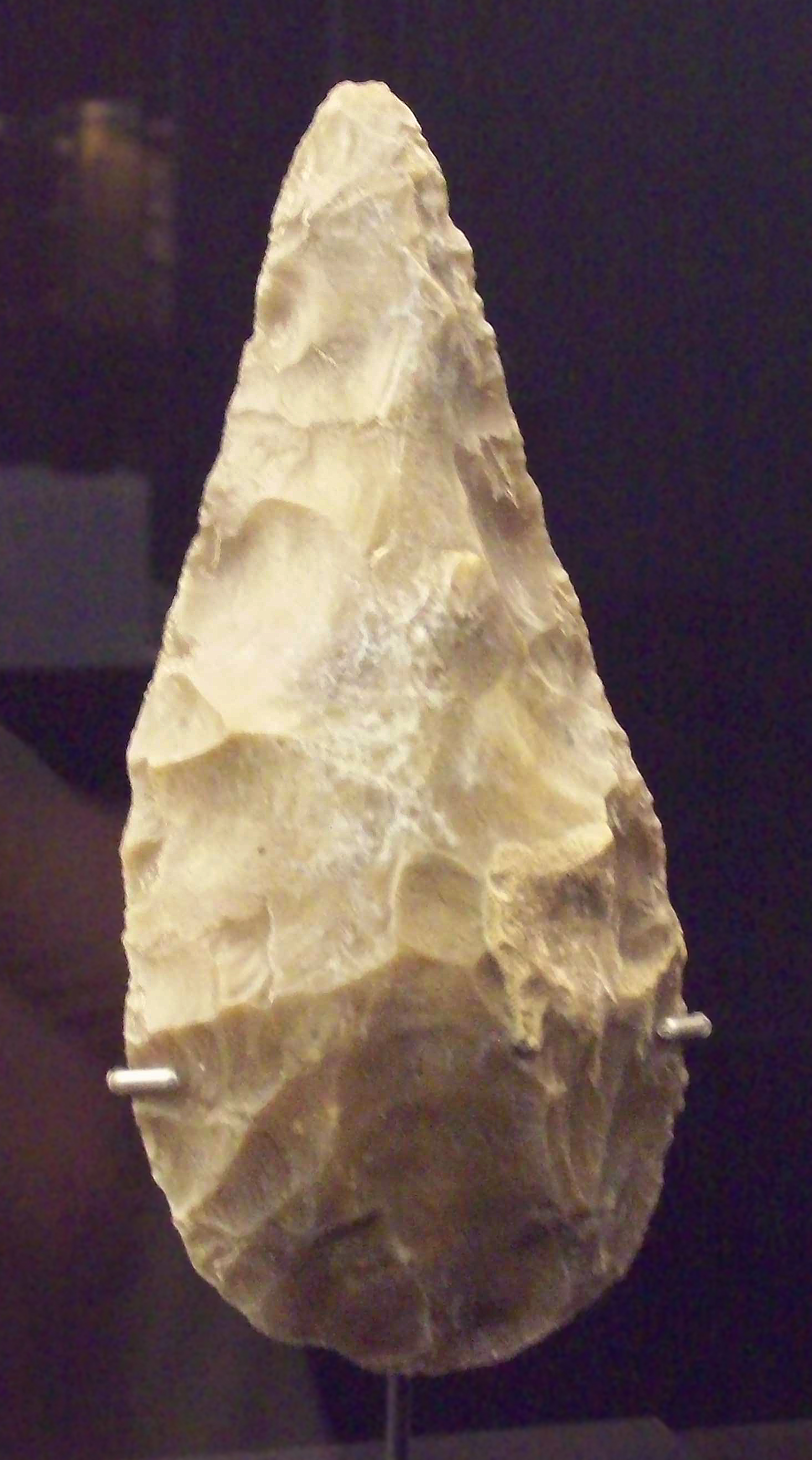
Acheuléen-Faustkeil, Fundort Madrid, etwa 200.000 Jahre alt

### Alt-Acheuléen
Sogenannte Protofaustkeile in Afrika werden der Stufe des Alt-Acheuléen zugeordnet. Auf ein Alter von 1,76 Mio. Jahre datierte Funde stammen beispielsweise aus Kokiselei vom Westufer des Turkana-Sees in Kenia; nahezu gleich alte, auf 1,75 Mio. Jahre datierte Funde stammen aus der Konso Formation im südlichen Äthiopien und wurden – wie die Funde vom Turkana-See – mit Homo erectus in Verbindung gebracht. Ebenfalls mit Homo erectus in Verbindung gebracht wurden rund 1,95 Millionen Jahre alte Funde von Steingerät und Knochen aus der Fundstelle Garba IV von Melka Kunturé in Äthiopien.
Die ältesten Funde des nordalpinen Europa stammen vom Fundplatz Boxgrove Quarry. Der Großteil der europäischen Acheuléen-Funde stammt jedoch aus der Holstein-Warmzeit und der anschließenden Abkühlungsphase im frühen Saale-Komplex. Die Mehrzahl der Fundorte im Vereisungsgebiet dürfte durch Solifluktion der nachfolgenden Saalekaltzeit (bzw. alpinen Riß-Kaltzeit) zerstört worden sein.
Der Faustkeil stellt hierbei die wichtigste Zäsur bei den Steinwerkzeugen dar. Erstmals wurden für einzelne Tätigkeiten spezialisierte Typen hergestellt. Faustkeile bilden oft nur einen geringen Teil im Fundniederschlag des Acheuléens. Weitaus häufiger sind Abschläge und daraus gearbeitete Geräte (zum Beispiel Schaber).

### Mittel-Acheuléen
Im Mittel-Acheuléen verbessert sich die Fundlage. Neue und besser bearbeitete Geräte wurden gefunden. Die Faustkeile sind lanzenförmig, die Abschlaggeräte zahlreich. Es finden sich Schaber, Spitzen, gezähnte Werkzeuge und Bohrer. Bereits ab dem mittleren Acheuléen wurden vereinzelt Geräte in der sogenannten Levallois-Technik (Schildkern-Technik) hergestellt, die für das Mittelpaläolithikum typisch werden. Das Mittel-Acheuléen ist in Westeuropa weit verbreitet, Funde gibt es aus ganz Frankreich, England (Swanscombe-Schädel) und Belgien.
In Südafrika entdeckte, 500.000 Jahre alte Steinartefakte wurden im Jahr 2012 als Projektilspitzen interpretiert; sollte diese Deutung korrekt sein, wären die aus der Fundstelle Kathu Pan 1 (KP1) stammenden Funde die ältesten Belege für die Nutzung von Speeren.

### Jung-Acheuléen

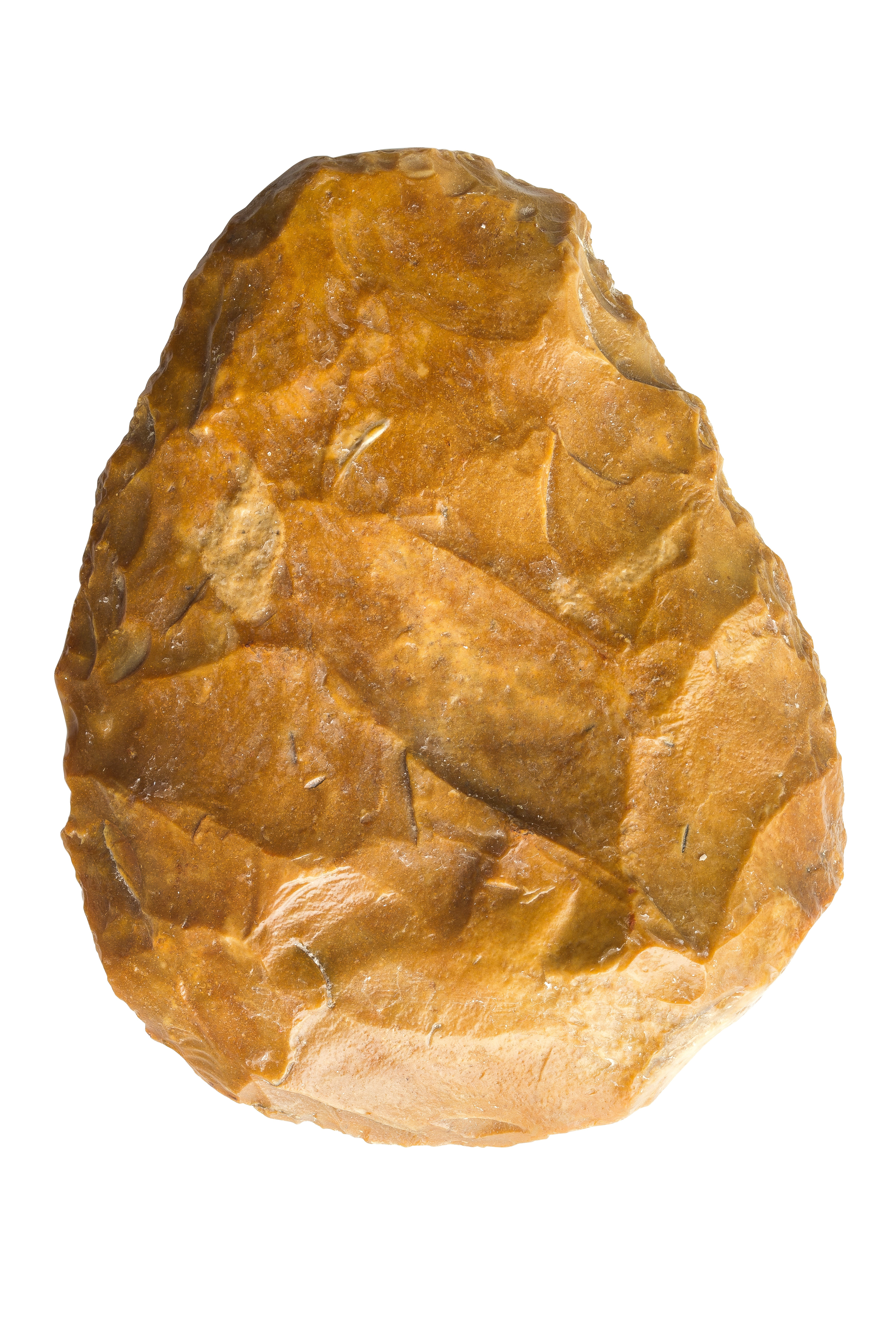
Mittelpaläolithischer Faustkeil aus Feuerstein, Fundort Meeuwen (Belgien), Gallo-Römisches Museum Tongeren

In die Zeit des Jungacheuléen, es beginnt in der späten Riß-Kaltzeit und endet zu Beginn der letzten Kaltzeit, fällt der Übergang vom Homo erectus zum Neandertaler. Die hergestellten Werkzeuge gewannen weiter an Qualität. Es treten lanzenförmige aber auch herz- und mandelförmige Faustkeile auf, die sich durch fein herausgearbeitete Spitzen und geradlinige Seitenkanten auszeichnen. Die teilweise über die reine Funktionalität hinaus gestalteten Faustkeile werden als Anzeichen ästhetischen Empfindens interpretiert. Die mit Levalloistechnik bearbeiteten Geräte bilden innerhalb der Jungacheuléen-Inventare oft eine Teilmenge. Abschlaggeräte sind oft vom typischen Moustérien kaum noch zu unterscheiden. Funde gibt es aus Frankreich, England, Belgien, Portugal und Spanien.
Die letzte Stufe, das Spätacheuléen, lag zum Teil im selben Zeitraum wie die folgenden Stufen des Micoquien bzw. des Moustérien. Gleichzeitig mit dem Acheuléen gibt es die Kulturen des Clactonien und des Tayacien. Die Kultur des Acheuléen endete in Afrika und im Nahen Osten vermutlich früher als in Europa und Asien.

## Lebensweise
Über die Lebensweise des Homo erectus geben die Fundplätze des Acheuléen Auskunft. Die meisten Fundstellen sind Freilandfundplätze. Erst später wurden zunehmend auch Höhlen bewohnt. Erste Spuren der Nutzung des Feuers finden sich in der Mindel-Kaltzeit. Größeres Wild, zum Beispiel Waldnashorn und Waldelefant, wurde bereits regelmäßig gejagt, wie man aus dem recht häufigen Fund von Knochen zusammen mit Werkzeugen des Acheuléen erkennen kann. Gräber haben sich nicht erhalten. Man weiß auch nichts über die soziale Organisation oder religiöse Ansichten der damaligen Menschen.
Steinwerkzeuge, die 2008 und 2009 von einem amerikanisch-griechischen Forschungsteam bei Plakias an der südwestlichen Küste Kretas gefunden wurden, legen die Vermutung nahe, dass die Frühmenschen womöglich schon vor 700.000 Jahren in der Lage waren, als Seefahrer ferne Küsten zu erreichen.

## Fundstätten in Deutschland
- Bilzingsleben (Landkreis Sömmerda)
- Kärlich (Landkreis Mayen-Koblenz)
- Lübbow[15] und Woltersdorf (beide Landkreis Lüchow-Dannenberg),[16] auch „Öring-Paläolithikum“ genannt[17]
- Markkleeberg (Landkreis Leipzig),[18][19] Eythra,[20] Cospuden (beide Kreis Leipzig-Land),[21] Zwochau (Landkreis Nordsachsen)[22]
- Mauer bei Heidelberg (→ Unterkiefer von Mauer)
- Reilingen (Rhein-Neckar-Kreis)
- Rheindahlen (Nordrhein-Westfalen)[23][24]
- Salzgitter-Lebenstedt („Lebenstedter Gruppe“, heute ins Micoquien gestellt)[25]
- Steinheim an der Murr (Landkreis Ludwigsburg, → Homo steinheimensis)
- Wallendorf (Saalekreis)[26]

## Belege
1. 1 2  Joachim Hahn: Südeuropa und Nordafrika. In: O. Bar-Yosef u. a:: Neue Forschungen zur Altsteinzeit. (= Forschungen zur Allgemeinen und Vergleichenden Archäologie. Band 4). Beck, München 1984, S. 50 ff.
2. 1 2 3  Gerhard Bosinski: Die mittelpaläolithischen Funde im westlichen Mitteleuropa. In: Fundamenta. A/4. Köln / Graz 1967.
3. 1 2   Margherita Mussi et al.: Early Homo erectus lived at high altitudes and produced both Oldowan and Acheulean tools. In: Science. Band 382, Nr. 6671, 2023, S. 713–718, doi:10.1126/science.add9115.
 About 2 million years ago, Homo Eerectus lived at high altitudes and produced both Oldowan and Acheulean tools. Auf: eurekalert.org vom 12. Oktober 2023.
4. 1 2  Christopher J. Lepre u. a.: An earlier origin for the Acheulian. In: Nature. Band 477, 2011, S. 82–85, doi:10.1038/nature10372.
5. ↑  Ofer Bar-Yosef, A. Belfer-Cohen: From Africa to Eurasia – Early Dispersals. In: Quaternary International. Band 75, 2001, S. 19–28.
6. ↑  Gabriel de Mortillet: Essai d’une classification des cavernes et des stations sous abri fondée surles produits de l’industrie humaine. In: Materiaux pour l’histoire de l’Homme. 5, Paris 1869, S. 172–179.
Gabriel de Mortillet: Classification des diverses périodes de l’age de la pierre. In: Revue d’Anthropologie. I, Paris 1872, S. 432–435.
7. ↑  L. Todd, M. Glantz, J. Kappelman: Chilga Kernet: An Acheulean landscape on Ethiopia's western plateau. In: Antiquity. 76, 293, Sep 2015, S. 611–612.
8. ↑  F. Biglari, S. Shidrang: The Lower Paleolithic Occupation of Iran. In: Near Eastern Archaeology. 69(3–4), 2006, S. 160–168.
9. ↑  Alfred F. Pawlik: The Palaeolithic Site of Arubo 1 in Central Luzon, Philippines. In: Bulletin of the Indo-Pacific Prehistory Association. Band 24, Jan 2004, S. 3–12.
10. ↑  Gary R. Scott, Luis Gibert: The oldest hand-axes in Europe. In: Nature. Band 461, 2009, S. 82–85, doi:10.1038/nature08214.
11. ↑  Yonas Beyene u. a.: The characteristics and chronology of the earliest Acheulean at Konso, Ethiopia. In: PNAS. Online-Vorabveröffentlichung vom 28. Januar 2013, doi:10.1073/pnas.1221285110.
12. ↑  Jayne Wilkins  u. a.: Evidence for Early Hafted Hunting Technology. In: Science. Band 338, Nr. 6109, 2012, S. 942–946, doi:10.1126/science.1227608
eurekalert.org (mit Abb.) vom 15. November 2012: Archaeologists identify spear tips used in hunting a half-million years ago.
13. ↑  Alastair J. M. Key, Ivan Jarić und David L. Roberts: Modelling the end of the Acheulean at global and continental levels suggests widespread persistence into the Middle Palaeolithic. In: Humanities and Social Sciences Communications. Band 8, Artikel-Nr. 55, 2021, doi:10.1057/s41599-021-00735-8.
14. ↑  On Crete, New Evidence of Very Ancient Mariners. In: The New York Times. 15. Februar 2010, abgerufen am 5. Juli 2010 (englisch).
15. ↑  L. Steguweit: Neue Untersuchungen am mittelpleistozänen Flintinventar von Lübbow. In: Ldkreis Lüchow-Dannenberg. Die Kunde. N. F. 49, 1998, S. 1–40.
16. ↑  D. Schäfer: Untersuchungen zum frühsaalezeitlichen Paläolithikum von Woltersdorf (Lkr. Lüchow-Dannenberg). In: Beiträge zur Steinzeit in Niedersachsen. Teil I: Veröffentlichungen der urgeschichtlichen Sammlungen des Landesmuseums zu Hannover. 47, Isensee, Oldenburg 1997.
17. ↑  W. Dürre: Das Öring-Paläolithikum: Ein Diskussionsbeitrag zum Übergang vom Alt- zum Mittelpaläolithikum. Jahreshefte für Heimatforschung und Heimatpflege. Heimatbund des Kreises Soltau, Schneverdingen 1991.
18. ↑  W. Bernhardt, A. Rudolph: Die mittelpaläolithischen Steinartefakte der Sammlung F. Mann im Naturkundemuseum Leipzig. In: Veröffentlichungen des Naturkundemuseums Leipzig. 13, 1995, S. 1–22.
19. ↑  W. Baumann, D. Mania, V. Toepfer, L. Eissmann: Die paläolithischen Neufunde von Markkleeberg bei Leipzig. (= Veröffentlichungen des Landesmuseums für Vorgeschichte Dresden. 16). Berlin 1983.
20. ↑  L. Eissmann, W. Bernhardt, A. Rudolph: Die Acheuléenfunde von Eythra bei Leipzig. In: Arch. Korr. 25, 1995, S. 275–289.
21. ↑  L. Eissmann  u. a.: Die paläolithischen Steinartefakte aus dem Tagebau Cospuden bei Leipzig. In: Veröffentlichungen des Naturkundemuseum Leipzig. 14, 1996, S. 1–23.
22. ↑  C. Pasda: Silexverarbeitung am Rohmaterialvorkommen im Mittelpleistozän. Ergebnisse der Rettungsgrabung in Zwochau (Kr. Delitzsch). In: Arbeits- und Forschungsberichte zur sächsischen Bodendenkmalpflege. 38, 1996, S. 13–56.
23. ↑  J. Klostermann, J. Thissen: Die stratigraphische Stellung des Lößprofils von Mönchengladbach-Rheindahlen (Niederrhein). In: Eiszeitalter und Gegenwart. 45, 1995, S. 42–58, doi:10.3285/eg.45.1.05.
24. ↑  H. Thieme: Siedlungsstrukturen der saalezeitlichen Fundschicht B3 (Ostecke) in Rheindahlen (BRD). In: Ethnographisch-Archäologische Zeitschrift. 30, 1989, S. 561–572.
25. ↑  A. Pastoors: Die mittelpaläolithische Freilandstation Salzgitter-Lebenstedt (Niedersachsen). Unterlagen zur 40. Tagung der H. Obermaier-Gesellschaft 1998, S. 12–13.
26. ↑  T. Weber: Analytische Untersuchungen und Entwicklungstendenzen der Technologie altpaläolithischer Inventare von Wallendorf, Bilzingsleben und Markkleeberg. In: Ethnographisch-Archäologische Zeitschrift. 21, 1980, S. 53–71.